# Смілка Ситника
Смілка Ситника (Silene sytnikii) — вид квіткових рослин родини гвоздикових (Caryophyllaceae).

## Біоморфологічна характеристика
Квітконосні пагони (5–25)30–110 см завдовжки. Листки розетки і нижні листки переважно вузьколанцетні,  сірувато-зелені; середні та верхні листки довгасті. Суцвіття китицеподібне. Віночок зеленкувато-білий. Плід циліндрична коробочка. Насінини дрібні, горбочкуваті, світло- або темнокоричневі.

## Поширення
Ендемік України.
Населяє відшарування гранітів, скелі, кам'янистощебенисті ґрунти — відроги Придніпровської височини в межах підзони різнотравно-типчаково-ковилових степів Миколаївщини. У ЧКУ має статус «вразливий».